# جبل مغيلة
جبل مغيلة، هو جبل يقع بين ولايتي القصرين وسيدي بوزيد. وصُنِّف حديقة وطنية منذ 2010. وهو الآن منطقة عسكرية مغلقة.

## وصلات خارجية
- تقرير الوطنية حول حريق جبل مغيلة